# Pierre de Bocosel de Chastelard
Pierre de Bocosel de Chastelard, francoski pesnik, * 1540, Dauphiné, † 1562.